# The Strangers (film, 2016)
Pour les articles homonymes, voir The Strangers (homonymie).
Pour plus de détails, voir Fiche technique et Distribution.
The Strangers (hangeul : 곡성 ; RR : Gokseong) est un thriller horrifique sud-coréen écrit et réalisé par Na Hong-jin, sorti en 2016.
Troisième long métrage de son auteur, il a été sélectionné hors compétition au Festival de Cannes 2016.

## Synopsis
Jong-goo, policier dans la petite ville de Gok-seong, est confronté à des meurtres très violents commis par des personnes qui, après une soudaine éruption cutanée, sont soudainement prises de démence avant de devenir catatoniques. Au fil de ses investigations, la rumeur le conduit à soupçonner un Japonais qui vit isolé dans la forêt. Pour l'interroger, il fait appel à un diacre parlant japonais et, avec un collègue, ils fouillent sa cabane en son absence. L'autre policier trouve des photos des villageois infectés et assassinés et certaines de leurs affaires mais est trop choqué pour dire quoi que ce soit aux autres. Le chien de garde de l'étranger attaque le diacre et Jong-goo. Le Japonais arrive et apaise le chien, et les trois autres partent.
Le policier raconte à Jong-goo ce qu'il a vu, et lui remet une chaussure qui appartient à la fille de Jong-goo, Hyo-jin. Bientôt, Hyo-jin tombe malade et présente des symptômes similaires à ceux des autres villageois infectés. Jong-goo retourne à la cabane du Japonais mais découvre que les photos et les preuves ont été brûlées. Enragé, il met la cabane à sac et tue le chien quand il l'attaque, ordonnant à l'étranger de quitter le village. Désemparée par l'état de Hyo-jin, la belle-mère de Jong-goo cherche l'aide d'un chaman, Il-gwang. Celui-ci pratique le rituel du Gut pour exorciser le démon, tandis que l'étranger accomplit simultanément un rituel dans sa maison. Jong-goo, bouleversé par la douleur de sa fille, interrompt le rituel et l'emmène à l'hôpital.
Le lendemain, Jong-goo rassemble ses amis pour traquer le Japonais. Ils le poursuivent et sont attaqués par un autre villageois infecté. Après une poursuite, ils finissent par heurter l'étranger avec leur véhicule. Ils se débarrassent du cadavre mais sont observés par une femme mystérieuse, Moo-myeong. Lorsque Jong-goo rentre chez lui, il constate que l'état de Hyo-jin s'est apparemment amélioré. Il-gwang, le chaman, soupçonne qu'ils ont tué la mauvaise personne ; il rencontre plus tard Moo-myeong, et commence à vomir du sang. Il appelle Jong-goo, lui disant que Moo-myeong est le vrai démon.
Jong-goo trouve Moo-myeong près de sa maison. Elle affirme à Jong-goo qu'elle a tendu un piège au démon, mais qu'il ne fonctionnera pas si Jong-goo retourne chez lui. Il-gwang appelle Jong-goo et lui dit de ne pas croire Moo-myeong, alors qu'elle-même lui dit qu'Il-gwang est de mèche avec le démon. Hésitant, Jong-goo finit par partir pour sauver sa famille, mais Moo-myeong l'attrape, sa peau devenant blanche comme un fantôme lorsqu'il remarque qu'elle porte les effets personnels de certaines des victimes. Définitivement convaincu, il s'éloigne et, lorsqu'il franchit le seuil de sa maison, le piège floral préparé par Moo-myeong se flétrit.
Pendant ce temps, le diacre rencontre le Japonais encore vivant dans une grotte. Après avoir été photographié, le diacre voit l'étranger prendre une apparence démoniaque. Jong-goo découvre que Hyo-jin a assassiné leur famille. Il l'appelle, mais elle le poignarde et devient catatonique. Il-gwang arrive chez Jong-goo et prend des photos de la famille. En retournant à sa voiture, il laisse tomber involontairement une boîte remplie de photos des autres victimes. Alors que Jong-goo est en train de mourir, il a des visions de moments plus heureux avec sa fille et lui assure qu'il la protégera.

## Fiche technique
- Titre : The Strangers
- Titre original : 곡성 (Gokseong)
- Titre international : The Wailing
- Réalisation : Na Hong-jin
- Scénario : Na Hong-jin
- Musique : Dal Palan
- Décors : Lee Hoo-gyeong
- Costumes : Chae Kyeong-wha
- Photographie : Hong Kyung-pyo (Alex Hong[Qui ?])
- Montage : Kim Seon-min
- Production : Lim Min-sub
- Sociétés de production : 20th Century Fox International Productions ; Side Mirror (coproduction)
- Société de distribution : 20th Century Fox Korea
- Pays d'origine :  Corée du Sud
- Langue originale : coréen
- Format : couleur
- Genres : thriller horrifique, policier
- Durée : 156 minutes
- Dates de sortie :
  - Corée du Sud : 12 mai 2016
  - France : 18 mai 2016 (Festival de Cannes) ; 6 juillet 2016 (nationale)
- Film interdit aux moins de 12 ans avec avertissement[2]

## Distribution
- Kwak Do-won (VF : Christophe Lemoine) : Jong-goo, policier
- Hwang Jeong-min : Il-gwang, chaman
- Cheon Woo-hee : Moo-myeong, femme mystérieuse
- Kim Hwan-hee: Hyo-jin, fille de Jong-goo
- Jun Kunimura : l'étranger japonais
- Her Jin : la belle-mère
- Jang So-yeon : l'épouse de Jong-goo
- Yoo Soon-woong (VF : Philippe Peythieu) : le chef de la police
- Son Gang-guk : Oh Seong-bok, partenaire de Jong-goo
- Kim Do-yoon (VF : Serge Faliu) : Yang I-sam, traducteur japonais
- Park Seong-yeon (VF : Jérôme Pauwels) : Kwon Myeong-joo
- Moon Chang-gil (VF : Michel Papineschi) : le dermatologiste
- Jo Han-chul : un inspecteur

## Production

### Développement
Après The Murderer (황해, 2010), Na Hong-jin consacre son temps à écrire pour ce film pendant plus de deux ans et demi sur le thème des « victimes et leurs morts » qui change des « agresseurs et du monde criminel » dans ses précédents films : « En prenant de l’âge, j’ai réalisé que je commençais à perdre beaucoup de mes proches. J’assistais de plus en plus souvent à des funérailles où l’on est amené à veiller, à passer des nuits blanches… C’est là que j’ai commencé à réfléchir à tous ces gens qui perdent leurs proches, et qui sont, eux aussi, des victimes ».
La production dure donc près de six ans, et le réalisateur se l'explique en pleine conférence de presse s'étant déroulée le 7 avril 2016 : « Il y a un bon moment que je n'ai pas tourné depuis mon dernier film, je suis donc un peu nerveux, mais je fais de mon mieux. Je voulais créer un nouveau genre, une sorte d'anomalie qui ne rentre pas dans ce que nous caractérisons habituellement des films de genre. (…) Contrairement à mes précédents films étant classés « R-rated », je voulais que ce film en soit un « PG-15 », tout en baissant un peu le ton et réduisant la violence et la cruauté ».

### Attribution des rôles
Les acteurs Hwang Jeong-min et Kwak Do-won, en avril 2014, enrôlent officiellement les personnages principaux du film, dont le policier et l'expert qui aide ce dernier.
L'actrice Cheon Woo-hee est engagée, au début de septembre 2014, pour interpréter une femme mystérieuse et, quelques jours plus tard, c'est au tour de l'actrice Jang So-yeon.
Courent les rumeurs sur l'acteur et réalisateur japonais Kitano Takeshi qui devrait participer à ce projet.

### Tournage
Na Hong-jin et l'équipe du tournage commencent à filmer à partir du 31 août 2014, pendant 121 jours en pleins décors naturels dans une dizaine de différentes villes en Corée du Sud.

## Accueil

### Sortie nationale
Initialement prévu pour 2015, le film sort en avant-première mondiale le 12 mai 2016 en Corée du Sud.
En pleine conférence de presse du Festival de Cannes, le 14 avril 2016 à Paris, The Strangers fait partie de la liste de la sélection officielle dans la catégorie « Hors Compétition ».

### Box-office
| Pays ou région | Box-office        | Date d'arrêt du box-office | Nombre de semaines |
| -------------- | ----------------- | -------------------------- | ------------------ |
| Corée du Sud   | 6 877 946 entrées | 24 juillet 2016            | 11                 |
| France         | 61 153 entrées    | -                          | -                  |

#### Corée du Sud
The Strangers sort, en avant-première, le week-end dès le 6 mai 2016 avec 3 346 spectateurs sud-coréens en deux jours. Le week-end suivant, il se trouve au premier rang du box-office, dépassant Captain America: Civil War d'Anthony et Joe Russo, avec 1 829 731 curieux dans 1 481 salles obscures en Corée du Sud, ce qui fait au total 2 315 303 entrées en deux semaines.
Au bout du troisième week-end, il se maintient dans le second rang avec 633 057 spectateurs pour un total de 5 680 787 en ce 29 mai 2016, délogé par X-Men: Apocalypse de Bryan Singer.

#### France
En ce premier jour du 6 juillet 2016 en France, le film se trouve au sixième rang du box-office avec 333 spectateurs dans huit salles seulement à Paris, ce qui en fait la troisième meilleure moyenne devant Irréprochable de Sébastien Marnier et Tarzan (The Legend of Tarzan) de David Yates.

### Accueil critique
En France, le site Allociné propose une moyenne de 4,1⁄5, d'après l'interprétation de 24 critiques de presse.
Olivier Lamm du Libération souligne : « Thriller horrifique, épouvante villageoise, le film fait bien plus que glisser avec son héros, policier nigaud à la limite de l’inconséquence transformé en père martyr, vers l’horreur pure et la tragédie — il invente un nouveau genre dans le cinéma de genre, remarquablement souple et efficient, qu’il fait convulser à chaque retournement de situation d’un récit qui, en 2 h 30, a tout loisir d’en secouer des dizaines. » Jacky Bornet sur Culturebox assure que  « Kwak Do-won rythme avec dextérité son film sur ses 2h36, sans jamais mollir, ni éroder l'attention ou la tension. The Strangers s'avère un chef-d'œuvre du genre, déjà un classique ». En revanche, Samuel Douhaire de Télérama trouve que, « comme d'habitude, Na Hong-jin fait un peu trop durer le plaisir, au point de proposer deux épilogues pour le prix d'un. Mais il termine par le plus fort, le plus « raccord », aussi, avec la noirceur croissante du film ».
Vincent Ostria de L'Humanité écrit que « certains adorent cette descente progressive en enfer, qui s’embrouille et noircit au fur et à mesure qu’elle avance, pour culminer avec une délirante scène d’exorcisme. Charmant tout ça, mais on n’en sait guère plus à la fin du film qu’au début ».

## Distinctions

### Récompenses
- Blue Dragon Film Awards 2016 : meilleur réalisateur, meilleur acteur dans un second rôle (Jun Kunimura), meilleur montage et meilleure musique
- Grand Bell Awards 2016 : meilleure photographie, meilleur montage et meilleure jeune actrice (Kim Hwan-hee)
- Festival international du film fantastique de Puchon 2016 : Grand prix et prix du public
- Festival international du film de Catalogne 2016 : meilleure photographie et meilleur film asiatique
- Asian Film Awards 2017 : Meilleur réalisateur[21].

### Nominations et sélections
- Blue Dragon Film Awards 2016 : meilleur acteur (Kwak Do-won), meilleur scénario, meilleure photographie, meilleurs décors
- Grand Bell Awards 2016 : meilleur film, meilleur réalisateur, meilleur acteur, meilleur acteur dans un second rôle (Hwang Jung-min) et meilleure actrice dans un second rôle (Chun Woo-hee)
- Festival de Cannes 2016 : sélection « Hors Compétition »[1]
- Asian Film Awards 2017 : meilleur film, meilleur son et meilleur acteur dans un second rôle (Jun Kunimura)
- Baeksang Arts Awards 2017 : meilleur acteur, meilleur réalisateur et meilleur scénario